# Volant directionnel

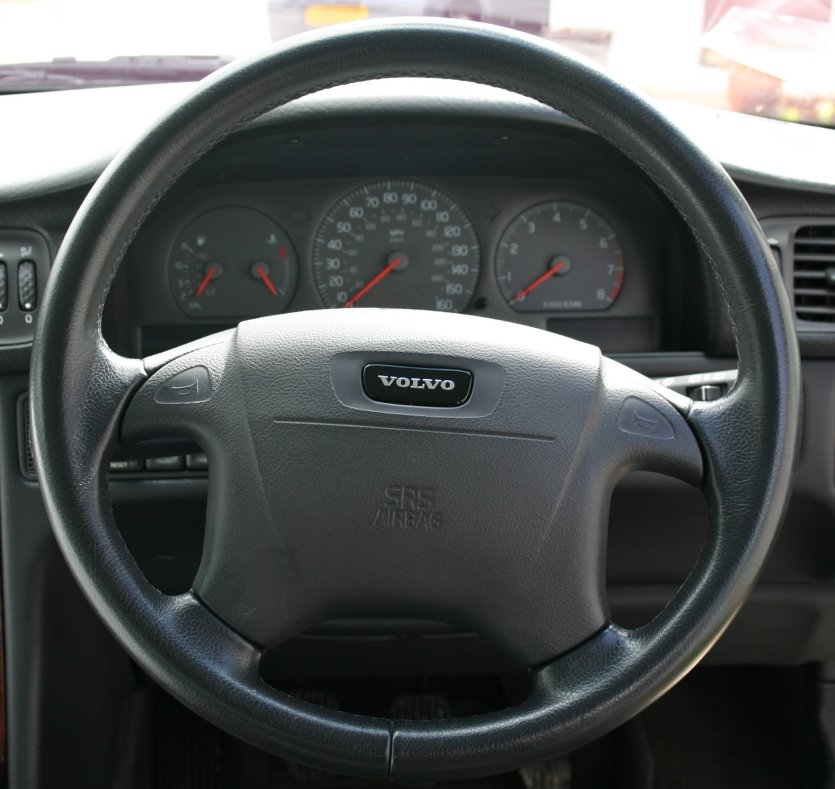
Volant d'une voiture équipé d'un coussin gonflable de sécurité, airbag, et d'un avertisseur sonore mais sans bouton

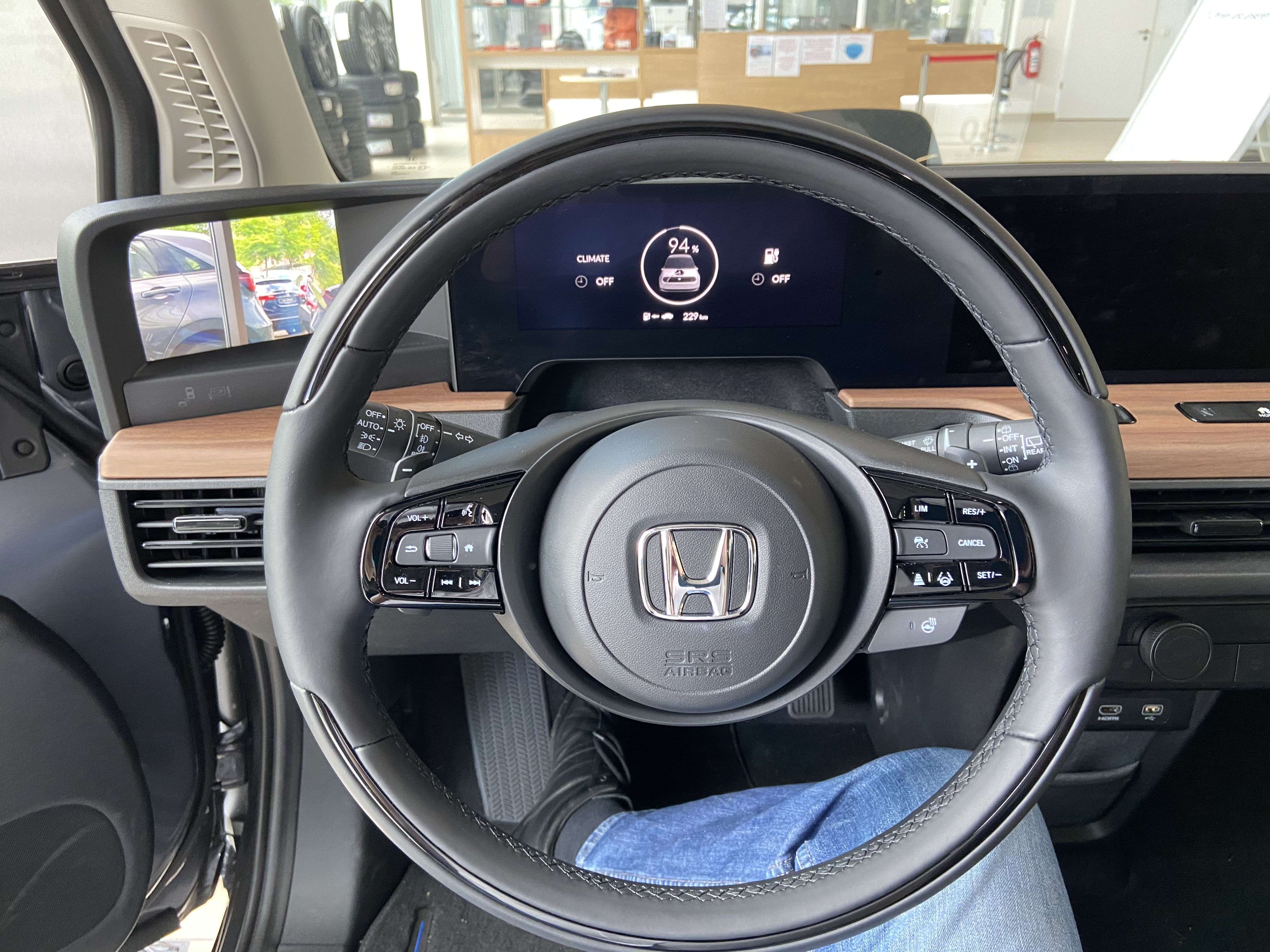
Volant d'un véhicule équipé d'un dispositif de coussin gonflable, d'un avertisseur sonore et de boutons de commandes/consignes audio et vitesse

Dans une automobile, le volant est la pièce mécanique permettant au conducteur de choisir la direction du véhicule. Le volant fait donc partie du mécanisme de direction du véhicule. Il fut introduit pour la première fois en 1894, dans l'épreuve Paris-Rouen, par M. Alfred Vacheron et son numéro 24. 
En outre, dans les véhicules modernes, le volant contient en général le dispositif automatique de retenue du conducteur en cas de choc à l'avant (un coussin gonflable de sécurité, ou airbag), ce qui explique l'apparence plus massive de ces volants modernes, comparés à ceux des véhicules non équipés de ce type de dispositif.
Les véhicules étant très couramment munis de deux sièges à l'avant, le volant est placé du côté de celui du conducteur, qui est généralement déterminé par le sens de circulation du pays dans lequel la voiture est construite ou est destinée à être conduite. Alors que sur les véhicules monoplaces, le volant se retrouve fréquemment au centre de la planche de bord. 

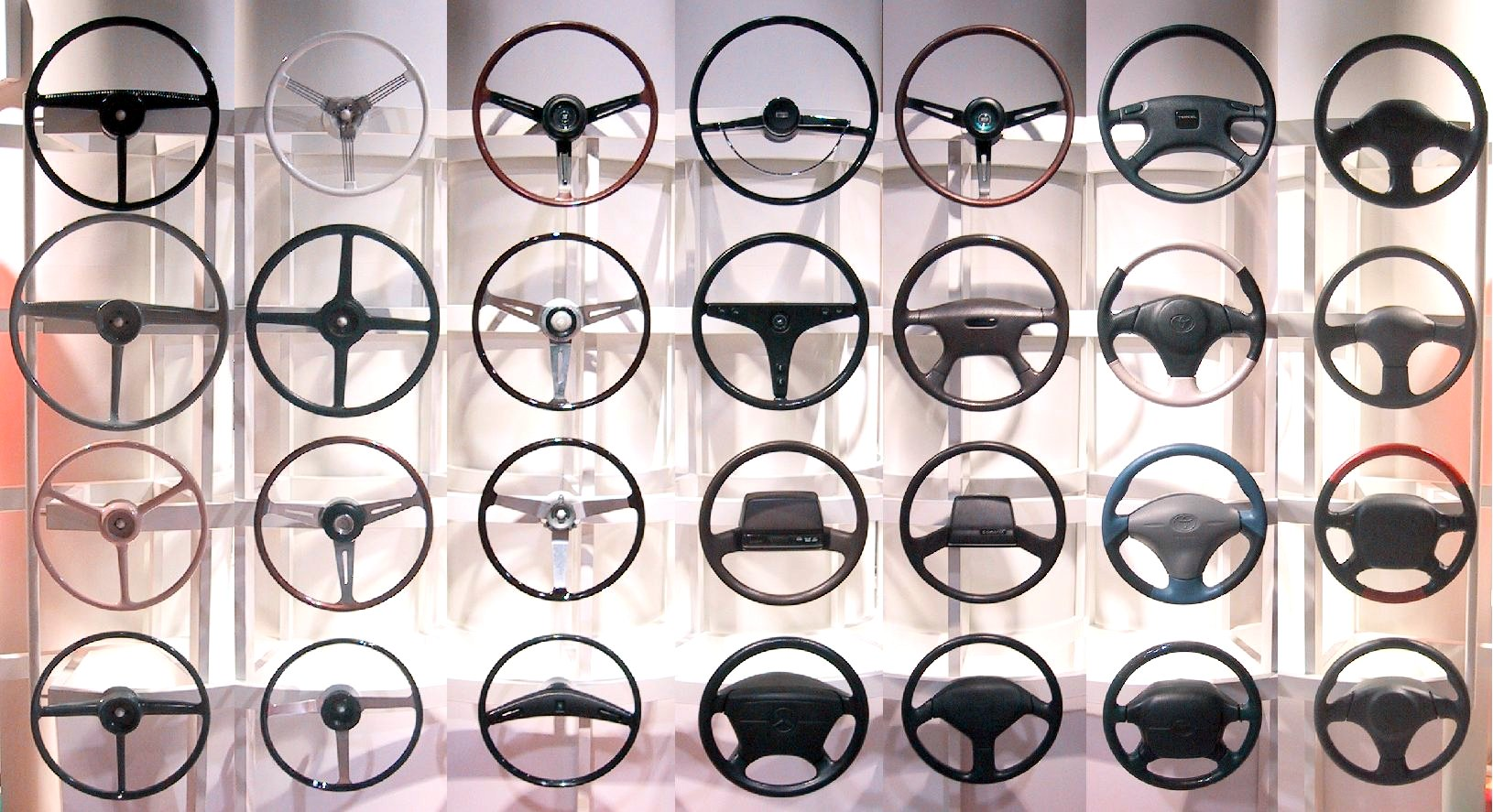
Plusieurs volants de différentes époques

## Histoire

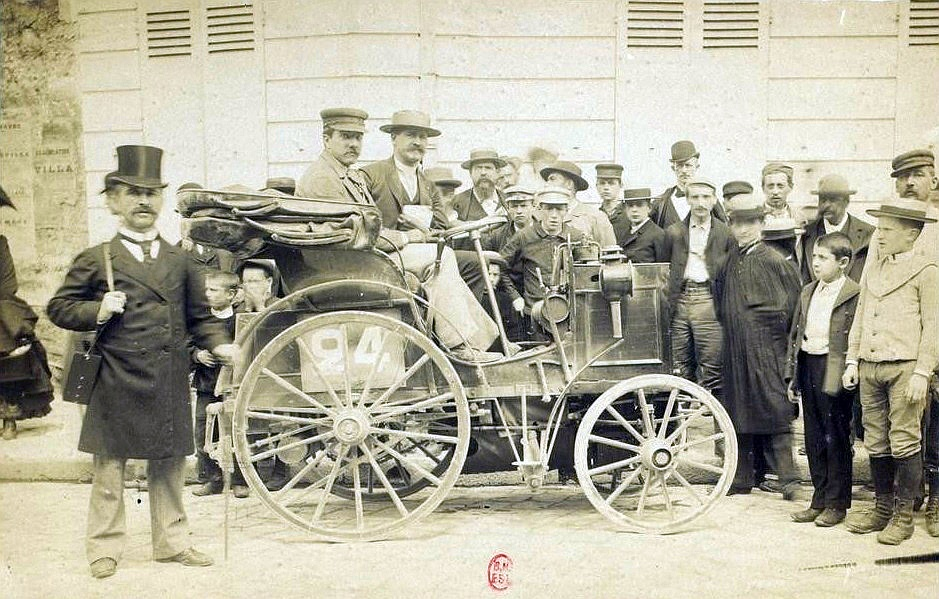
Premier volant automobile, concurrent n°24 de Paris-Rouen le 22 juillet 1894 - Alfred Vacheron.

C'est en 1894 qu'est apparue la première voiture équipée d'un volant, une Panhard 4CV conduite par Alfred Vacheron lors de la course Paris-Rouen du 22 juillet 1894.

## Jeu vidéo

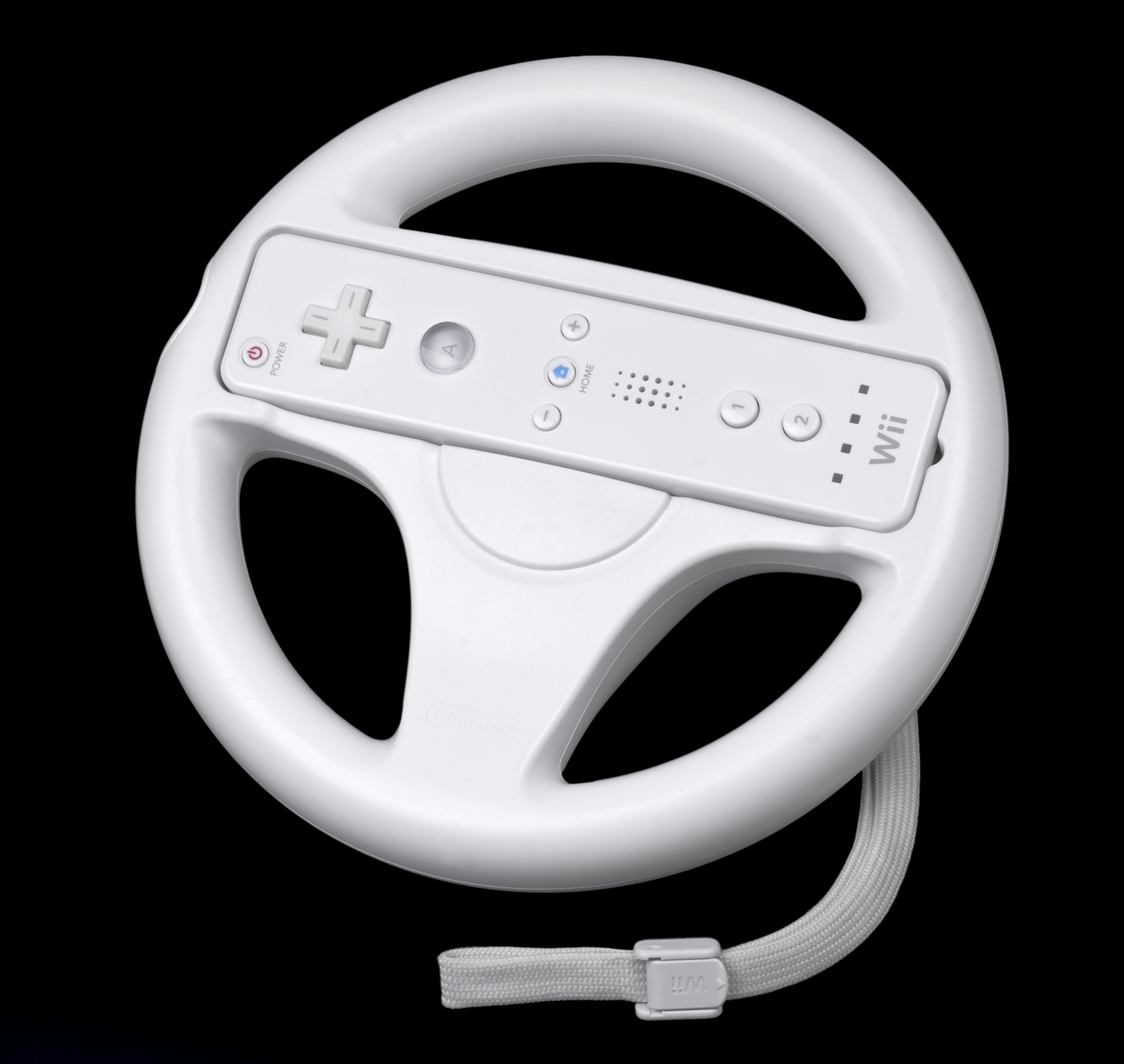
Wii Wheel de Nintendo

Pour donner plus de réalisme à certains jeux vidéo de course, il existe des manettes semblables au volant des voitures. Pour une plus grande immersion, ils sont parfois accompagnés de pédales et d'un levier de vitesses, et produisent également des retours de force.
En 2008 est apparu le Wii Wheel, volant virtuel qui sert notamment au contrôle de Mario Kart Wii de Nintendo.